# 柯为良
柯为良（又名柯为梁，Dauphin William Osgood，1845年11月5日—1880年8月17日）是一位美国公理会差会在华医疗传教士。

## 生平
1845年11月5日，柯为良出生于美国新罕布什尔州Nelson。1866 年，他在鲍登学院的医学院学医，1869年获纽约大学医学士。

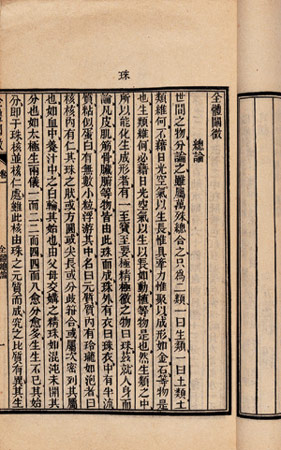
《全體闡微》

柯为良在家乡行医时间不久，就和妻子海伦前往中国，成为一名医疗传教士。1870年1月22日抵达福州后，他将部分时间用于行医，而将大部分精力用于学习中文和福州话，很快他就掌握了这门语言。他在保福山附近建立了福州圣教医院。他在那里投入了大量的精力。 1878年，得到中外商人和官员的捐助，在福州城内太平街（今新权路协和医院）建立了一个50个床位的新医院，旧楼则改为戒烟所。
柯为良在福州工作了十多年，直到在1880年夏天病倒。在他十年工作期间，他为51,838名患者和大约1,500名吸食鸦片者提供了医疗援助。1880年8月17日，柯为良因中暑在闽江口附近琅岐岛（Sharp Peak Island）的疗养院去世。在去世前一天，他完成了经典的解剖学教科书《格氏解剖学》的五卷中文译本，中文名为《全體闡微》。 。

## 墓
柯为良安葬在洋墓亭，靠近墓地的角落，靠近墓地门右侧的墙壁。头部有一个白色的大理石十字架，坟墓周围是一个黑色的铁链，镶嵌在花岗岩底座上。他墓碑上的英文碑文写道:
基督的十字架，我的荣耀
柯为良
1870年1月22日抵达福州
1880年8月17日死于琅岐
福州外侨社区立，以示致敬。
在基石的另一边引用了耶利米书 49:11,
你撇下孤儿，我必保全他们的命；你的寡妇可以倚靠我。
洋墓亭已毁于文化大革命期间。